# Eric Green
Bernard L. Eric Green (Savannah, 22 giugno 1967) è un ex giocatore di football americano statunitense che ha militato nel ruolo di tight end nella National Football League (NFL). Al college giocò a football alla Liberty University.

## Carriera
Green fu scelto come 21º assoluto nel Draft NFL 1990 dai Pittsburgh Steelers. Per una disputa contrattuale non scese in campo sino al quinto turno ma il suo impatto si fece subito sentire. Prima del suo debutto la squadra non aveva segnato alcun touchdown, invece con Green in campo andò subito a segno. L'anno seguente fu sospeso per sei partite dalla lega per abuso di sostanze vietate. Si rifece nel 1993 e 1994, venendo convocato per due Pro Bowl consecutivi, dopo di che divenne un free agent, firmando con i Miami Dolphins un contratto che lo rese allora il tight end più pagato della storia. Fu svincolato solo dopo una stagione però, firmando con la neonata franchigia dei Baltimore Ravens, con cui rimase fino al 1998. L'ultima stagione della carriera la passò in forza ai New York Jets nel 1999.

## Palmarès
- Convocazioni al Pro Bowl: 2

1993, 1994

## Statistiche
| Ricezioni  | 362   |
| Yard corse | 4.390 |
| Touchdown  | 36    |